# 올해의 과학도서
올해의 과학도서는 아시아태평양이론물리센터에서 선정해 발표하는 대중과학도서다. 아시아태평양이론물리센터 (APCTP)에서 2005년부터 매해 대한민국에서 출간된 대중과학서 10권을 선정해 발표하고 있다.

## 역대 선정 도서

### 2010년 올해의 과학 도서
- 과학적 경험의 다양성 (칼 세이건 저,박중서 역, 사이언스북스)
- 백두산 대폭발의 비밀 (소원주 저, 사이언스북스)
- 세상을 바꾼 독약 한 방울 (존 엠슬리 저,김명남 역, 사이언스북스)
- 아름다움은 왜 진리인가 (이언 스튜어트 저,안재권 외 역, 승산)
- 아메리칸 프로메테우스 (마틴 셔윈 외 저,최형섭 역, 사이언스북스)
- 왜 인간인가? (마이클 가자니가 저,박인균 역, 추수밭)
- 원더풀 사이언스 (나탈리 앤지어 저,김소정 역, 지호출판사)
- 위대한 설계 (스티븐 호킹 저,전대호 역, 까치글방)
- 1만 년의 폭발 (그레고리 코크란 외 저,김명주 역, 글항아리)
- 지상 최대의 쇼 (리처드도킨스 저,김명남 역, 김영사)

### 2011년 올해의 과학 도서
- 공룡 오디세이 (스콧  샘슨 저/김명주 역, 뿌리와이파리)
- 기생충, 우리들의 오래된 동반자 (정준호  저, 후마니타스)
- 달팽이 안단테 (엘리자베스 토바 베일리 저/김병순 역, 돌베개)
- 물리법칙의 발견 (블라트코  베드럴 저/손원민 역, 모티브북)
- 블랙홀 전쟁 (레너드  서스킨드 저/이종필 역, 사이언스북스)
- 사회생물학 대논쟁 (최재천,김세균,김동광 등 저, 이음)
- 실체에 이르는 길 1, 2 (로저  펜로즈 저/박병철 역, 승산)
- 웃음의 과학 (이윤석  저, 사이언스북스)
- 진화의 종말 (폴  에얼릭,앤 에얼릭 공저/하윤숙 역, 부키)
- LHC, 현대 물리학의 최전선 (이강영  저, 사이언스북스)

### 2012년 올해의 과학 도서
- 과학의 천재들 (앨런 라이트먼 / 박미용, 이성렬, 임경순, 김창규, 다산초당)
- 다윈 지능 (최재천, 사이언스북스)
- 멀티 유니버스 (브라이언 그린 / 박병철, 김영사)
- 물리학 클래식 (이종필, 사이언스북스)
- 보이지 않는 세계 (이강영, 휴먼사이언스)
- 사라진 스푼 (샘 킨 / 이충호, 해나무)
- 세상은 어떻게 끝나는가 (크리스 임피 / 박병철, 시공사)
- 얽힘의 시대 (루이자 길더 / 노태복, 부키)
- 왜 종교는 과학이 되려 하는가 (리처드 도킨스 / 김명주, 바다출판사)
- 우리는 모두 외계인이다 (제프리 베넷 / 이강환, 권채순, 현암사)

### 2013년 올해의 과학 도서
- 경이의 시대 (리처드 홈스 / 전대호, 문학동네)
- 공룡 이후 (도널드 R. 프로세로 / 김정은, 뿌리와이파리)
- 멸치 머리엔 블랙박스가 있다 (황선도, 부키)
- 무로부터의 우주 (로렌스 크라우스 / 박병철, 승산)
- 서민의 기생충 열전 (서민, 을유문화사)
- 어메이징 그래비티 (조진호, 궁리)
- 온도계의 철학 (장하석, 동아시아)
- 인간에 대하여 과학이 말해준 것들 (장대익, 바다출판사)
- 초협력자 (마틴 노왁, 로저 하이필드 /  허준석, 사이언스북스)
- 퍼스트 콘택트 (마크 코프먼 / 민영철, 한길사)

### 2014년 올해의 과학 도서
- 1.4킬로그램의 우주, 뇌(정재승, 정용, 김대수, 사이언스북스)
- 과학의 민중사(클리퍼드 코너, 사이언스 북스)
- 다윈의 서재(장대익, 바다출판사)
- 생명을 어떻게 이해할까?(장회익, 한울아카데미)
- 센스 앤 넌센스(케빈 랠런드, 길리언 브라운, 동아시아)
- 양자혁명(만지트 쿠마르, 까치)
- 우리 혜성 이야기(안상현, 사이언스북스)
- 우주의 끝을 찾아서(이강환, 현암사)
- 이명현의 별 헤는 밤(이명현, 동아시아)
- 통찰의 시대(에릭 캔델, 알에이치코리아)

### 2015년 올해의 과학 도서
- 이종필의 아주 특별한 상대성이론 강의(이종필, 동아시아)
- 인터스텔라의 과학(킵손, 까치글방)
- 세상물정의 물리학(김범준, 동아시아)
- 박진영의 공룡열전(박진영, 뿌리와 이파리)
- 잃어버린 게놈을 찾아서(스반테페보, 부키)
- 비숲(김산하, 사이언스북스)
- 생명의 수학(이언 스튜어트, 사이언스북스)
- 양자우연성(니콜라스지생, 승산)
- 급진과학으로 본 유전자 세포 뇌(힐러리 로즈 외, 바다 출판사)
- 공기의 연금술(토머스 에이거, 반니)

### 2016년 올해의 과학 도서
- 게놈 익스프레스(조진호, 위즈덤하우스)
- 김상욱의 과학공부(김상욱, 동아시아)
- 자연의 발명(안드레이 울프/양병찬 역, 생각의 힘)
- 중력파, 아인슈타인의 마지막 선물(오정근, 동아시아)
- 불멸의 원자(이강영, 사이언스북스)
- 인공지능(스튜어트 러셀, 피터노빅, 제이펍)
- 홍성욱의 STS, 과학을 경청하다(홍성욱, 동아시아)
- 지구의 속삭임(칼세이건/김명남 역, 사이언스북스)
- 사소한 것들의 과학(마크 미오도닉/윤신영 역, MID)
- 틀리지 않는 법(조넌 엘렌버그/김명남 역, 열린책들)

### 2017년 올해의 과학 도서
- 아픔이 길이 되려면(김승섭, 동아시아)
- 랩걸(호프 자런, 알마)
- 인포메이션(제임스글릭, 동아시아)
- 울트라 소셜(장대익, 휴머니스트)
- 송민령의 뇌과학 연구소(송민령, 동아시아)
- 우주, 시공간과 물질(김항배, 컬처룩)
- 지능의 탄생(이대열, 바다출판사)
- 빅뱅의 메아리(이강환, 마음산책)
- 호기심의 과학(유재준, 계단)
- 유전자의 내밀한 역사(싯다르타 무케르지, 까치)

### 2018년 올해의 과학 도서
- 가장 먼저 증명한 것들의 과학(김홍표, 위즈덤하우스)
- 과학이라는 헛소리(박재용, Mid)
- 과학자가 되는 방법(남궁석, 이김)
- 김상욱의 양자 공부(김상욱, 사이언스북스)
- 물속을 나는 새(이원영, 사이언스북스)
- 뷰티풀 퀘스천(프랭크 윌첵, 흐름출판)
- 송기원의 포스트 게놈 시대(송기원, 사이언스북스)
- 스핀(이강영, 계단)
- 전체를 보는 방법(존 밀러, 에이도스)
- 20세기 기술의 문화사(김명진, 궁리출판)

### 2019년 올해의 과학 도서
- 떨림과 울림(김상욱, 동아시아)
- 파란하늘 빨간지구(조천호, 동아시아)
- 우리 몸이 세계라면(김승섭, 동아시아)
- 아톰 익스프레스(조진호, 위즈덤하우스)
- 우주날씨 이야기(황정아, 플루토)
- 만화로 배우는 곤충의 진화(갈로아, 한빛비즈)
- 외계행성: EXOPLANET(해도연, 그래비티북스)
- 나는 농담으로 과학을 말한다(오후, 웨일북)
- 과학기술의 일상사(박대인·정한별, 에디토리얼)
- 나우: 시간의 물리학(리처드 뮬러 저, 장종훈·강형구 역, 바다출판사)

### 2020년 올해의 과학 도서
- 과학의 품격 (강양구, 사이언스북스)
- 관계의 과학 (김범준, 동아시아)
- 남극점에서 본 우주 (김준한, 강재환, 시공사)
- 까면서 보는 해부학 만화 (김준한, 강재환, 한빛비즈)
- 왜 호모 사피에스만 살아남았을까? (이한용, 채륜서)
- 모든 이의 과학사 강의 (정인경, 여문책)
- 물질의 물리학 (한정훈, 김영사)
- 코스모스: 가능한 세계들 (앤 드류얀, 김명남, 사이언스북스)
- 엔리코 페르미, 모든 것을 알았던 마지막 사람 (데이비드 슈워츠, 김희봉, 김영사)
- 2050 거주불능 지구 (데이비드 월러스 웰즈, 김재경, 추수밭)